# Deka Vs Deka 〜デカ対デカ〜
『Deka Vs Deka 〜デカ対デカ〜』（デカ ヴァーサス デカ）は、日本のロックバンド・マキシマム ザ ホルモンの映像作品。2015年11月18日にバップより発売された。DVD3枚、Blu-ray1枚、CD1枚の計5枚組。価格は7,256円（“夏頃”価格）。

## 概要
2014年3月に行われた「予襲復讐ツアー」のZepp東京公演と「爪爪爪」以降のミュージッククリップを収録したMV集などを収録したBlu-ray、2014年9月に行われた「マキシマム ザ ホルモン林間学校」の様子や2008年から2014年までのオフショットを収録したDVD2枚、詳細が謎に包まれたDVD「スタートアップディスク」、廃盤となった『耳噛じる』より7曲を新アレンジしたCDを加えた5枚組ボックスセットとなっている。

## 収録内容

### START UP DISC
商品購入後、はじめに再生しなければいけないDVDとなっている。発売前はこのディスクの内容は非公開とされていたが、スペースシャワーTVにて放送された発売記念特番『強制視聴会 THE : RYO -監禁-』にて内容が公開された。パスワードを入手しなければ他ディスクが視聴出来ない『狂気の視聴システム』となっている。
『亮君の超・挑戦状』と題した、デフォルメされたメンバー4人と共にパスワードを入手していくアドベンチャーゲームとなっており、選択肢を選んでゲームを進めていく事になるが、クリア出来ない人向けに公式サイトではQ&Aやヒントが公開されている。パスワードはシリアルコード別になっている為、ゲームをクリアせずにインターネットなどを利用して答えを見る事は不可能となっている。
ゲームの登場人物として、Taka（ONE OK ROCK）、TOSHI-LOW（BRAHMAN）、KenKen（RIZE）らがゲスト声優として出演している。
制作中に予算が底をついたため、マキシマムザ亮君がポケットマネーより1000万円追加投資している。

### MAIN DISC
◇ドキュメントオブ暴君 ～今、明かされる真実の与田マコ～
◇マキシマム ザ ホルモン林間学校
◇地獄絵図未公開6公演

・ホルモンVSのっぽさん ～ホルモンは一切飛び出ません～

・ホルモンVSおチビちゃん ～あんた牛乳飲みなはれ～

・ホルモンVSジジババ ～ジジババだってもっとモッシュしたいやん!～

・地獄絵図SPニンニク地獄 ～えー!?ニンニク喰わされたあげくダ゙ウンジャケットも!?～

・ホルモンVS V系バンギャ ～白昼夢ニ乱レ咲ク破羅屁鼓ノ調ベ～

・ホルモンVS恐怖!コスプレ集団～アニヲタだってモッシュしたいだっちゃ☆～
◇MASTER OF TERRITORY～俺たちにマスはある!～

### OFF SHOT DISC
◇海外フェス&ツアー、ナヲ結婚式、ホルモンお泊まり会などを含む7年分のメンバー厳選秘蔵オフショット

### Blu-ray DISC
◇予襲復讐ツアーZepp東京公演

ブルーレイディスクをみるには、５thアルバム「予襲復讐」の歌詞カードに「暗号解読シート」をかざすと表示される、「ある言葉」が必要となる。
1. 予襲復讐
2. ビューティー殺シアム
3. 鬱くしきOP～月の爆撃機～
4. 鬱くしき人々のうた
5. maximum the hormone
6. 「F」
7. 便所サンダルダンス
8. え・い・り・あ・ん
9. ビキニ・スポーツ・ポンチン
10. アンビリーバボー!～スヲミンツ ホケレイロ ミフエホ～
11. 絶望ビリー
12. ロックお礼参り～３コードでおまえフルボッコ～
13. メス豚のケツにビンタ（キックも）
14. 糞ブレイキン脳ブレイキン・リリィー
15. ぶっ生き返す!!
16. 恋のスペルマ
17. 中2 ザ ビーム
18. 恋のメガラバ
19. 握れっっ！！

◇MUSIC VIDEO

1. 爪爪爪
2. maximum the hormone
3. 鬱くしき人々のうた
4. え・い・り・あ・ん
5. 予襲復讐
6. 恋のスペルマ (野外フェス映像ver.)
7. my girl (CHITSUジャンプver.)

### スペシャル裏コンテンツ
以下、5作品はスタートアップディスクとオフショットディスク内で発表されるキーワードを打ち込むまないと視聴できない。
◇～ナヲ出産密着ドキュメント～ 私が、ママになるまで...

◇【R-18指定!?】実録!缶詰男 ～あの缶詰を開けるとき～

◇時空のはざま ～消えたケータイ電話～

◇豪華共演!バンドマン総勢111名によるラジオ体操リレー

◇検証!マキシマムザ合法トリップ ～トリビュートオブOH!MYコンブ～

### CD『耳噛じる 真打』
- 全作詞・作曲：マキシマムザ亮君　編曲：マキシマム ザ ホルモン

1. 握れっっっっっっっっ!!
サビの前に新しいパートが追加されている他、歌詞も一部変更されている。
2. ジョニー鉄パイプIII
「ジョニー鉄パイプ」と「ジョニー・ママミヤ・カリフォニア-ジョニー鉄パイプⅡ-」を1曲にまとめてアレンジされている。
3. アバラ・ボブ <アバラ・カプセル・マーケッボブ>
上田剛士がプログラミングとして参加している。
4. 薄気味ビリー～濃気味再録編～
5. 人間エンピ(2015mix)
シングル「包丁・ハサミ・カッター・ナイフ・ドス・キリ/霊霊霊霊霊霊霊霊魔魔魔魔魔魔魔魔」に収録されている音源に新たにコーラスなどを加えて再ミックスしたもの。
6. もっとポリスマンファック
7. パトカー燃やす～卒業～
冒頭に子供達による合唱パートが追加されている。